# A Yu-Gi-Oh! Duel Monsters epizódjainak listája
Ez a lista a Yu-Gi-Oh! Duel Monsters első évadának epizódjait sorolja fel. Az első évadot Japánban a Studio Gallop és Nihon Ad Systems stúdió készítette el, s a TV Tokyo tűzte műsorra 2000. április 18.-a és 2001. április 3.-a között. Egy-egy nyitó- és záróvideó hallható az eredeti, vágatlan verziós részek alatt. Magyarországon 2003-ban 48 részig vetítette az RTL a Kölyökklubban, az ORTT megtámadta a korhatár nélküli vetítést, 2004-ben rövid időn át a Cool TV és 2004. év végétől 2 éven át az A+ is vetítette, különböző külföldi jogfelügyeletek ellenére 12+ korhatárral került adásba utóbbi két TV-adón, végül az RTL is megismételte a korhatárral átiktatva. A 48. részig tartó beszerzés rejtélyes olyan szempontból, hogy egy folytatásos történetszál a 49. részben ér véget. Ismeretlen ok az is, hogy az RTL miért nem szerezte be tovább. S ráadásul 2006-ban az A+ - saját beszerzéssel - a "Yu-Gi-Oh! GX" sorozatot rendelte be 52 részig.

## Epizódlista

### 1. évad (2000–2001)
Mutó Júgi, a tizenhat éves gimnazista nyolc éven küszködött azért, hogy ki tudhassa rakni az Ezeréves Kirakóst, ami egykor - 3000 évvel ezelőtt - az ősi fáraóé volt. Barátaival (Dzsonoucsi Kacuja, Mazaki Anzu és Honda Hiroto) együtt imádják a Duel Monsters kártyajátékot, de Júgi nagyapjának van egy értékes ritka kártyája, amit szeretne megmutatni barátainak. A kártya iránti érdeklődést Kaiba Szetot is felkelti, s ellátogat Júgi nagyapjának boltjába, s a kártyát követeli, de Szugoroku nem adja. Szeto elrabolja Szugorokut, s párbajra utasítja ellene, s le is győzi. Júgi a barátaival elmennek a Kaiba Vállalatba, hogy megmentsék a nagyapját, de őt is párbajra utasítja Kaiba Szeto, akit végül a nagyapja kártyapaklijával le is győz.
Ez a párbaj eljutott Pegazus J. Crawford fülébe, s egy párbajra hívja Júgit, videókazettán keresztül, időre. Az idő leteltével Pegazusnak marad több életpontja, majd elrabolja Szugoroku lelkét, később pedig küld egy borítékot, ami a Párbaj-szigetre való belépését igazolja, hogy részt vehessen a versenyen. A versenyen le kell győznie Pegazust, hogy a nagyapja lelkét, majd az időközben a Kaiba testvérek lelkét is kiszabadítsa.
A szigetről való hazatérés után egy amerikai kislány, Rebecca hívja párbajra Szugorokut, azzal az indokkal, hogy ellopja a nagyapja Kékszemű Hósárkányát. A párbajt Jugi ellen vívja, aki végül feladja. Ezután Szeto virtuális világában vesznek részt, ahol a BIG 5 foglyul ejtette Szetot. Mokuba kérte meg Júgiékat, hogy segítsenek neki, így Júgival és Kacujával mennek be. A küldetés sikeres lesz. Ezután Otogi Rjudzsi mutatkozik be a saját keze által fejlesztett játékában.
| #  | Epizód címe | Első japán sugárzás  | Első magyar Anime+ sugárzás |
| -- | --- | -------------------- | --------------------------- |
| 1  | A kártyák lelke Szenricu no Burú Aizu Hovaito Doragon (戦慄のブルーアイズ・ホワイトドラゴン; Hepburn: Senritsu no Burū Aizu Howaito Doragon)                                                    | 2000. április 18.    |                             |
| 2  | A kihívás Irjúdzsoniszuto Nó Feiszu no Vana (幻想師(イリュージョニスト)ノー・フェイスの罠; Hepburn: Iryūjonisuto Nō Feisu no Wana)                                                              | 2000. április 25.    |                             |
| 3  | Út a párbaj palotába Usinavaresi Ekuzodia (失われしエクゾディア; Hepburn: Ushinawareshi Ekuzodia)                                                                                               | 2000. május 5.       |                             |
| 4  | Darázsfészek Inszekutá Konbo (インセクターコンボ; Hepburn: Insekutā Konbo) | 2000. május 9.       |                             |
| 5  | Az utolsó mohikán Kjúkjoku Kanzentai Guréto Moszu (究極完全態 グレート・モス; Hepburn: Kyūkyoku Kanzentai Gurēto Mosu)                                                                          | 2000. május 16.      |                             |
| 6  | Joey első párbaja Kareinaru Hápí Redi (華麗なるハーピィ・レディ; Hepburn: Kareinaru Hāpī Redi)                                                                                                  | 2000. május 23.      |                             |
| 7  | Támadás a mélyből Kaidzsin Ribaiaszan (海神リバイアサン; Hepburn: Kaijin Ribaiasan) | 2000. május 30.      |                             |
| 8  | A szerencse forgandó Ubavareta Burú Aizu Hovaito Doragon (奪われたブルーアイズ・ホワイト・ドラゴン; Hepburn: Ubawareta Burū Aizu Howaito Doragon)                                               | 2000. június 6.      |                             |
| 9  | A szellemharc Kisikaiszei! Madzsikaru Siruku Hatto (起死回生！ マジカルシルクハット; Hepburn: Kishikaisei! Majikaru Shiruku Hatto)                                                              | 2000. június 13.     |                             |
| 10 | Add fel szellem Gjakusú no Burú Aizu Hovaito Doragon (逆襲のブルーアイズ・ホワイト・ドラゴン; Hepburn: Gyakushū no Burū Aizu Howaito Doragon)                                                   | 2000. június 20.     |                             |
| 11 | A párbaj majom Júdzsó Pavá! Bábarian 1-gó 2-gó (友情パワー！ バーバリアン1号・2号; Hepburn: Yūjō Pawā! Bābarian 1-gō 2-gō)                                                                      | 2000. június 27.     |                             |
| 12 | Az idő urai Kuroki Honó! Reddo Aizu Burakku Doragon (黒き炎！ レッドアイズ・ブラックドラゴン; Hepburn: Kuroki Honō! Reddo Aizu Burakku Doragon)                                                 | 2000. július 4.      |                             |
| 13 | A gyűrű gonosz szelleme Metamorupotto no Vana! Honó no Kensi Ajausi (メタモルポットの罠！炎の剣士危うし; Hepburn: Metamorupotto no Wana! Honō no Kenshi Ayaushi)                                | 2000. július 11.     |                             |
| 14 | Fény az alagút végén Sikkoku no Djueru! Jamikuramasi no Siro (漆黒のデュエル！闇晦ましの城; Hepburn: Shikkoku no Dyueru! Yamikuramashi no Shiro)                                                | 2000. július 25.     |                             |
| 15 | Tudás mindenek felett Jami o Kiriszake! Hikari no Gofúken (闇を切り裂け！ 光の護封剣; Hepburn: Yami o Kirisake! Hikari no Gofūken)                                                              | 2000. augusztus 1.   |                             |
| 16 | A kudarc íze Gekitocu! Burú Aizu Vászasu Reddo Aizu (激突！ ブルーアイズVSレッドアイズ; Hepburn: Gekitotsu! Burū Aizu Vāsasu Reddo Aizu)                                                        | 2000. augusztus 8.   |                             |
| 17 | Az elveszett lelkek párbajtere Kjófu! Ribingu Deddo no Jobigoe (恐怖！ リビングデッドの呼び声; Hepburn: Kyōfu! Ribingu Deddo no Yobigoe)                                                        | 2000. augusztus 15.  |                             |
| 18 | Újra fényben Migite ni Tate vo Hidarite ni Ken vo (逆右手に盾を左手に剣; Hepburn: Migite ni Tate wo Hidarite ni Ken wo)                                                                         | 2000. augusztus 22.  |                             |
| 19 | Paradox helyzet Meikjú no Taggu Djueru (迷宮のタッグ・デュエル; Hepburn: Meikyū no Taggu Dyueru)                                                                                                | 2000. augusztus 29.  |                             |
| 20 | Cseles ikrek Szansin Gattai! Géto Gádian (三神合体！ ゲート・ガーディアン; Hepburn: Sanshin Gattai! Gēto Gādian)                                                                                | 2000. szeptember 5.  |                             |
| 21 | Két pár bajjal jár Akuma Rjú! Burakku Démonzu Doragon (悪魔竜！ ブラック・デーモンズ・ドラゴン; Hepburn: Akuma Ryū! Burakku Dēmonzu Doragon)                                                    | 2000. szeptember 12. |                             |
| 22 | Álarc (1. rész) Sukumei no Djueru! Júgi vs Kaiba (宿命のデュエル！ 遊戯ｖｓ海馬; Hepburn: Shukumei no Dyueru! Yūgi vs Kaiba)                                                                    | 2000. szeptember 19. |                             |
| 23 | Álarc (2. rész) Szaikjó! Karei! Burú Aizu Arutimetto Doragon (最強！ 華麗！ 究極竜; Hepburn: Saikyō! Karei! Burū Aizu Arutimetto Doragon)                                                       | 2000. szeptember 26. |                             |
| 24 | Álarc (3. rész) Kuribó zósoku! Kjógaku no Kecumacu (クリボー増殖！ 驚愕の結末; Hepburn: Kuribō zōshoku! Kyōgaku no Ketsumatsu)                                                                  | 2000. október 3.     |                             |
| 25 | Barátság mindenek felett Namida no Djueru! Furendosippu (涙のデュエル！ フレンドシップ; Hepburn: Namida no Dyueru! Furendoshippu)                                                               | 2000. október 10.    |                             |
| 26 | A bajnok harca a teremtővel (1. rész) Mokuba o szukue! Kaiba vs Pegaszaszu (モクバを救え！ 海馬ｖｓペガサス; Hepburn: Mokuba o Sukue! Kaiba vs Pegasasu)                                        | 2000. október 17.    |                             |
| 27 | A bajnok harca a teremtővel (2. rész) Kaiba csiru! Muteki no Tún Várudo (海馬散る！ 無敵のトゥーンワールド; Hepburn: Kaiba chiru! Muteki no Tūn Wārudo)                                         | 2000. október 24.    |                             |
| 28 | Az utolsó vacsora Kesszen Zenja! Pegaszaszu no Himicu (決戦前夜！ ペガサスの秘密; Hepburn: Kessen Zenya! Pegasasu no Himitsu)                                                                   | 2000. október 31.    |                             |
| 29 | Párbaj párban (1. rész) Zettai zecumei! Júvaku no Sadó (絶体絶命！ 誘惑のシャドウ; Hepburn: Zettai zetsumei! Yūwaku no Shadō)                                                                   | 2000. november 7.    |                             |
| 30 | Párbaj párban (2. rész) Denszecu no Szaikjó Szensi Kaoszu Szorudzsá Kórin (伝説の最強戦士 カオス・ソルジャー降臨; Hepburn: Densetsu no Saikyō Senshi Kaosu Sorujā Kōrin)                        | 2000. november 14.   |                             |
| 31 | Bandita és a gépszörnyek (1. rész) Kjóaku Hebi Metaru Dekki (凶悪 重機械デッキ; Hepburn: Kyōaku Hebi Metaru Dekki)                                                                              | 2000. november 21.   |                             |
| 32 | Bandita és a gépszörnyek (2. rész) Toki o Koero! Reddo Aizu Burakku Metaru Doragon (時を超えろ! レッドアイズ・ブラックメタルドラゴン; Hepburn: Toki o Koero! Reddo Aizu Burakku Metaru Doragon) | 2000. november 28.   |                             |
| 33 | A legjobb barátom az ellenségem (1. rész) Júdzsó no Kessószen Júgi vs Dzsónoucsi (zenpen) (友情の決勝戦 遊戯ｖｓ城之内 (前編); Hepburn: Yūjō no Kesshōsen Yūgi vs Jōnouchi (zenpen))            | 2000. december 5.    |                             |
| 34 | A legjobb barátom az ellenségem (2. rész) Júdzsó no Kessószen Júgi vs Dzsónoucsi (kouhen) (友情の決勝戦 遊戯ｖｓ城之内 (後編); Hepburn: Yūjō no Kesshōsen Yūgi vs Jōnouchi (kouhen))            | 2000. december 12.   |                             |
| 35 | Az Ezeréves Ikonok harca (1. rész) Fainaru Djueru! Júgi vs Pegaszaszu (最終決闘! 遊戯ｖｓペガサス; Hepburn: Fainaru Dyueru! Yūgi vs Pegasasu)                                                   | 2000. december 19.   |                             |
| 36 | Az Ezeréves Ikonok harca (2. rész) Kórjaku Funó!? Muteki no Tún Gundan (攻略不能!? 無敵のトゥーン軍団; Hepburn: Kōryaku Funō!? Muteki no Tūn Gundan)                                            | 2000. december 26.   |                             |
| 37 | Az Ezeréves Ikonok harca (3. rész) Hangeki Kaisi! Maindo Saffuru (反撃開始! マインドシャッフル; Hepburn: Hangeki Kaishi! Maindo Shaffuru)                                                       | 2001. január 9.      |                             |
| 38 | Az Ezeréves Ikonok harca (4. rész) Jokosima Me Hacudó Szakurifaiszu (邪眼発動 サクリファイス; Hepburn: Yokoshima Me Hatsudō Sakurifaisu)                                                        | 2001. január 16.     |                             |
| 39 | Az Ezeréves Ikonok harca (5. rész) Hikari to Jami no Júgó Burakku Kaoszu Kórin (光と闇の融合 ブラックカオス降臨; Hepburn: Hikari to Yami no Yūgō Burakku Kaosu Kōrin)                           | 2001. január 23.     |                             |
| 40 | Vihar utáni csend Kingu Obu Djueriszto (キング・オブ・デュエリスト; Hepburn: Kingu Obu Dyueristo)                                                                                               | 2001. január 30.     |                             |
| 41 | Rebeka haragja Amerika Kara Kita Sódzso (アメリカからきた少女; Hepburn: Amerika Kara Kita Shōjo)                                                                                                | 2001. február 6.     |                             |
| 42 | Örök barátság Hisszacu no Sadó Gúru (必殺のシャドーグール; Hepburn: Hissatsu no Shadō Gūru) | 2001. február 13.    |                             |
| 43 | Kalandorok (1. rész) Biggu 5 no vana Djueru Monszutázu Kueszto (ビッグ５の罠 デュエルモンスターズクエスト; Hepburn: Biggu 5 no wana Dyueru Monsutāzu Kuesto)                                    | 2001. február 20.    |                             |
| 44 | Kalandorok (2. rész) DM Kueszto 2 Denszecu no Júsa Júgi (ＤＭクエスト② 伝説の勇者 遊戯」; Hepburn: DM Kuesto 2 Densetsu no Yūsha Yūgi)                                                          | 2001. február 27.    |                             |
| 45 | Kalandorok (3. rész) DM Kueszto 3 Maszutá Obu Doragon Naito (ＤＭクエスト③ マスター・オブ・ドラゴンナイト; Hepburn: DM Kuesto 3 Masutā Obu Doragon Naito)                                       | 2001. március 6.     |                             |
| 46 | A sárkánykocka mesterei (1. rész) Nazo no tenkószei Otogi Rjúdzsi (謎の転校生 御伽龍児; Hepburn: Nazo no tenkōsei Otogi Ryūji)                                                                  | 2001. március 13.    |                             |
| 47 | A sárkánykocka mesterei (2. rész) Taikecu! Dandzson Daiszu Monszutázu (対決！ ダンジョンダイスモンスターズ; Hepburn: Taiketsu! Danjon Daisu Monsutāzu)                                          | 2001. március 20.    |                             |
| 48 | A sárkánykocka mesterei (3. rész) Júgi Kuszen Goddo Ógaszu no Mókó (遊戯苦戦 ゴッドオーガスの猛攻; Hepburn: Yūgi Kusen Goddo Ōgasu no Mōkō)                                                     | 2001. március 27.    |                             |
| 49 | A sárkánykocka mesterei (4. rész) Kiszeki no Dimendzson Burakku Madzsisan Sókan (奇跡のディメンジョンブラックマジシャン召喚; Hepburn: Kiseki no Dimenjon Burakku Majishan Shōkan)               | 2001. április 3.     |                             |